# Vicomté d'Ille
 (décembre 2016).
1314–1423
1642–1659
Entités précédentes :
- Catalogne

Entités suivantes :
- France

La terre d'Ille, située au nord du Roussillon, est érigée en vicomté le 27 novembre 1314 par Sanche de Majorque au profit de Pere VI de Fenollet. Dès lors, les vicomtes d'Ille sont considérés comme les successeurs des vicomtes des Fenouillèdes. Au milieu du XIVe siècle, ils héritent de la vicomté de Canet et se font alors appeler « vicomtes d'Ille et de Canet ».

## Histoire

### Seigneurie d'Ille
Possession des comtes de Besalú, la ville d'Ille est donnée à la famille d'Urg en tant que seigneurie. Cette famille détient déjà certains droits en 1134 sur la ville. En 1164 ils ne détiennent pas encore complètement Ille puisqu'Arnaud de Castelnou possède le droit de construire un canal reliant Néfiach à Millas et de prendre l'eau sur le territoire de Régleilles (hameau d'Ille aujourd'hui disparu).
Les habitants obtinrent des privilèges de la part de Galceran d'Urg dès 1279. Peu de temps avant, le traité de Corbeil a séparé la région en deux. La frontière avec la France étant proche, le roi décide de faire construire une deuxième enceinte à la ville, enceinte dont il reste également des traces.
En 1298, la seigneurie, le château et la ville d'Ille sont rachetés à Geralda d'Urg, dernière du nom, par son cousin, Pere de Fenollet. La seigneurie d'Ille passe alors aux Fenouillet.

### Vicomté d'Ille
Le 27 novembre 1314, Pere VI de Fenollet obtient de Sanche de Majorque l'érection de sa terre d'Ille en vicomté, en compensation de la perte de la vicomté des Fenouillèdes par sa famille. Cette consécration rend compte de l'importance que joue la ville d'Ille durant le Moyen-Âge, même si sa taille reste modeste. Au milieu du XIVe siècle, Pere VII de Fenollet, hérite de la vicomté de Canet, ce qui rehausse encore le prestige de la famille.
Les Fenollet conservent les deux vicomtés jusqu'au milieu du XVe siècle, époque à laquelle Pere VIII, fils d'Andreu de Fenollet, meurt sans enfants, malgré ses deux mariages. Devant les querelles suscitées par sa succession, la vicomté est finalement confisquée par Alphonse V en 1423.
En 1425, la vicomté est attribuée à Bernat Galceran II de Pinós, descendant d'une sœur d'Andreu de Fenollet. Ille est cependant revendiquée par les Castro puis les Cervelló, qui entament des procédures pour la récupérer. Plusieurs personnalités utilisent concurremment le titre de vicomte d'Ille, ce qui rend assez incertaine la propriété de la vicomté, d'autant plus que la confusion de la guerre civile catalane permet à Felip Galceran de Castro-Pinós d'usurper le titre après la mort sans héritier légitime du fils de Bernat Galceran II de Pinós, Galceran de Pinós en 1470. L'invasion du Roussillon par les troupes de Louis XI n'arrange rien.
Avec la guerre des Faucheurs, Ille est confisquée à Jaime de Silva, duc d'Hijar, resté fidèle au roi d'Espagne. En 1642, la vicomté est confiée par Louis XIII à Joseph d'Ardena. En 1659, le traité des Pyrénées annule les avantages acquis sur les partisans du roi d'Espagne : Joseph d'Ardena perd la vicomté d'Ille avec le retour de la paix. Mais Louis XIV, désireux de compenser les pertes subies par son lieutenant-général, érige la terre de Las Illas en comté des Illes en juillet 1661. La famille la conserve jusqu'à la Révolution.

## Liste des vicomtes d'Ille
- 1314-1315 : Pere VI de Fenollet ;
- 1315-1353 : Pere VII de Fenollet, fils du précédent ;
- 1353-1387 : Andreu de Fenollet, fils du précédent ;
- 1387-1423 : Pere VIII de Fenollet, fils du précédent ;
- 1425-1443 : Bernat Galceran II de Pinós, cousin germain du précédent ;
- 1443-1470 : Galceran de Pinós, fils du précédent ;
- 1642-1659 : Joseph d'Ardena.

### Articles liés
- Vicomté des Fenouillèdes
- Vicomté de Canet
- Ille-sur-Têt